# Miro
Miro (раніше відомий як Democracy Player або DTV) — мультимедійний комбайн, що поєднує в собі музичний програвач, відеоплеєр, конвертер мультимедіа форматів і платформу для завантаження, створення і поширення власного відеоконтенту (інтернет-телебачення). В Miro вбудований BitTorrent-клієнт, є засоби синхронізації з портативними пристроями на базі платформи Android, підтримується організація потокового мовлення в локальній мережі, реалізовані інструменти для перегляду і публікації інформації в популярних мережевих сервісах, таких як YouTube, Google Video, Vimeo і Dailymotion.
В рамках проєкту також підтримується каталог Miro Guide, в якому представлено більше 6000 посилань на легальні відео-шоу і відео-подкасти.
Miro засноване на технологіях Mozilla (XUL Runner) і VLC. Код поширюється в рамках ліцензії GPLv2. Зібрані програми доступні для платформ Linux, Mac OS X і Windows. Розробку проєкту керує некомерційна організація Participatory Culture Foundation. Окремо можна відзначити, що проєкт проявив себе тим, що замість традиційної та малоефективної системи збору пожертвувань, користувачам пропонується стати спонсором кожного рядка початкових текстів Miro.

## Виноски
1. ↑  Nicholas Reville (12 березня 2007). A Name Change. Архів оригіналу за 21 квітня 2012. Процитовано 3 вересня 2007.; Nicholas Reville (17 липня 2007). Announcing Miro. Архів оригіналу за 21 квітня 2012. Процитовано 3 вересня 2007.